# Oumou Sangaré
Pour les articles homonymes, voir Sangaré.
Oumou Sangaré est une chanteuse et compositrice malienne  d'origine peule, née le 2 février 1968 à Bamako, primée aux Grammy Awards en 2010.

## Biographie
Oumou Sangaré (Bambara : Umu Sangaré) née le 25 février 1968 à Bamako, est une musicienne du Wassoulou malien, d'origine peule,. Elle est souvent appelée « l'oiseau chanteur du Wassoulou ». Le Wassoulou est une région historique au sud du  fleuve Niger, où la musique descend d'un chant traditionnel séculaire, souvent accompagné d'une calebasse. Sa mère était la chanteuse Aminata Diakité. Dès son enfance, Oumou Sangaré chante afin d’aider sa mère à nourrir sa famille, son père les ayant abandonnés. À l'âge de 5 ans, elle se fait remarquer par ses talents de chanteuse en remportant la finale des écoles maternelles de Bamako : « Depuis la maternelle, je donnais des petits concerts entre enfants. J’ai donné mon tout premier concert à l’âge de cinq ans devant trois mille personnes au Stade Omnisports de Bamako. J’étais tellement petite qu’on était obligé de poser une table au milieu de la scène et de me donner le micro là-haut pour que je puisse chanter ». À 16 ans, elle part en tournée avec le groupe Djoliba percussions.
Alors qu'elle n'a que 21 ans, elle enregistre son premier album en 1989 avec le producteur malien Abdoulaye Samassa. À sa sortie en 1990, l'album a un succès fulgurant, se vendant en une semaine à plus de 100 000 cassettes au Mali. Grâce à Ali Farka Touré, Oumou Sangaré signe ensuite avec le label anglais World Circuit Records. À 21 ans, elle devient une artiste internationale.
Oumou Sangaré est considérée comme une ambassadrice du Wassoulou, sa musique étant inspirée des musiques et danses traditionnelles de la région. Elle écrit et compose ses chansons qui s’appuient sur une forte critique sociale, concernant notamment la place de la femme dans la société.
Depuis 1990, elle se produit sur les plus grandes scènes du monde (Opéra de Sydney, Central Park, festival de Roskilde, festival d'Essaouira, Opéra de la monnaie de Bruxelles, Queen Elisabeth Hall, tous les grands festivals des Pays-Bas...).
Oumou Sangaré défend la cause des femmes à travers le monde. Elle a été nommée Ambassadrice de bonne volonté de la FAO en 2003, elle reçoit le prix de l'Unesco en 2001 et le grade de commandeur des Arts et des Lettres de la République française en 1998.
Elle participe à la bande originale du film Beloved (1998) avec Oprah Winfrey dans le rôle principal.
Artiste, personnage public aux prises de position engagées notamment contre la polygamie, l'excision ou le mariage des enfants, Oumou Sangaré s’est également lancée dans les affaires. Elle est propriétaire de l'hôtel Wassoulou  (« J’ai créé un hôtel à Bamako (...) l’Hôtel Résidence Wassoulou. Ça n’est pas un grand hôtel, 37 chambres, mais c’est la première fois au Mali. Ça ne s’est jamais vu qu’une femme ose s’aligner au rang des hommes »). Elle a également investi dans l’agriculture et la vente de voitures pour créer des emplois dans son pays. En 2010, elle lance également une compagnie de taxis avec des véhicules neufs importés de Chine.

## Carrière internationale

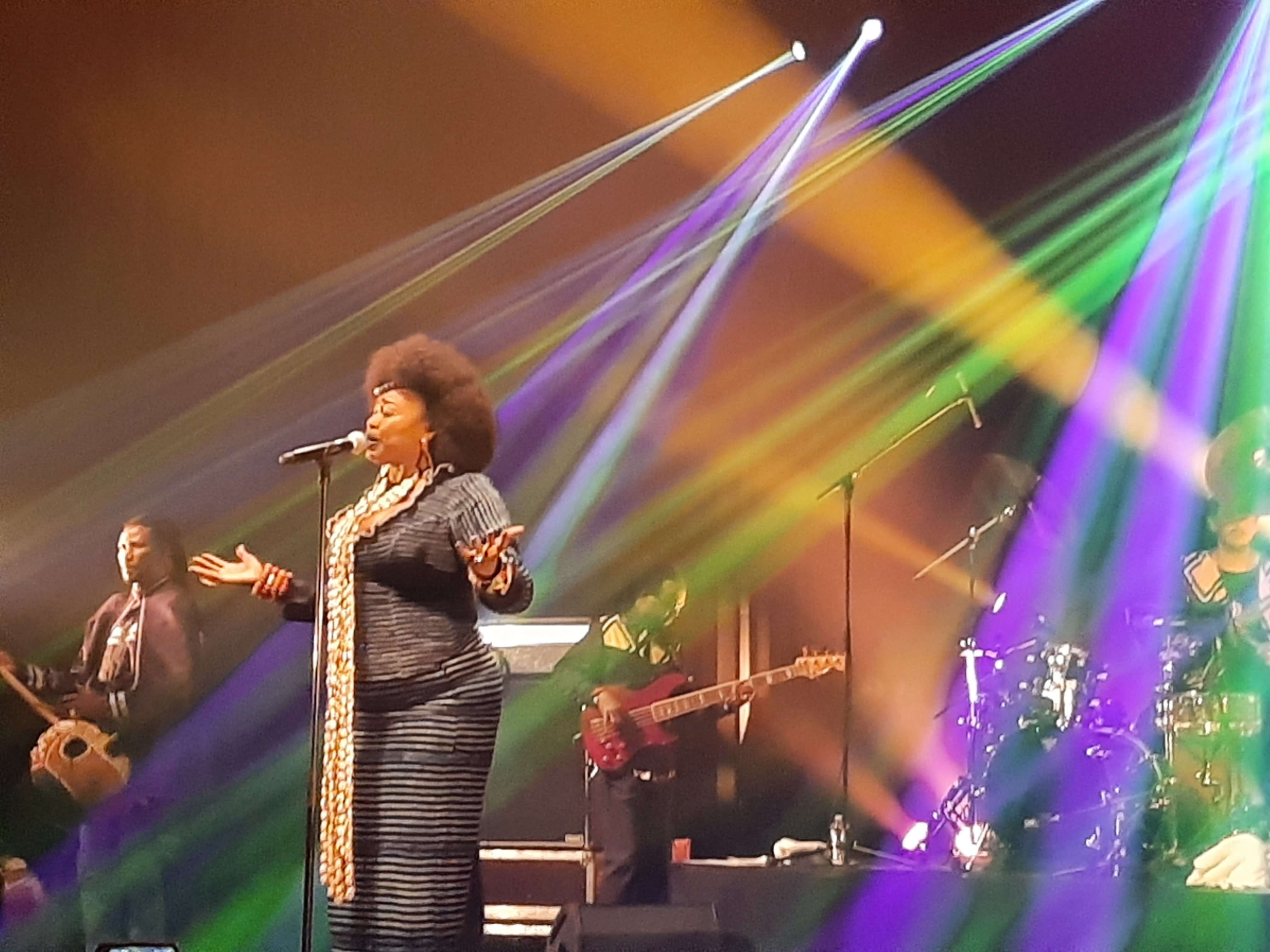
Oumou Sangaré en 2022 à La Belle Électrique à Grenoble

À travers ses chansons, la diva malienne relate les réalités de son pays et condamne les pratiques traditionnelles qui brident les femmes. En passant par l'Angleterre, la France et même les États-Unis, la musique de Oumou Sangaré est appréciée à l'étranger, ce qui lui a valu des collaborations avec plusieurs artistes internationaux de renom.
En 1994 et 1995, elle prend part dans la première compilation de musiques traditionnelles et pop du monde dénommée The Rough Guide avec la maison de disque World Music Network.
- The Rough Guide to World Music (1994)
- The Rough Guide to West African Music (1995)
- Unwired: Africa (2000)

En 2010, elle participe à l’enregistrement de l’album The Image Project de Herbie Hancock avec d’autres artistes comme P!nk, Seal, India.Arie, Jeff Beck, Konono n°1.
En 2017, elle collabore avec les musiciens français Vincent Taurelle, Ludovic Bruni et Vincent Taeger qui ont produit son album Mogoya.
Celle qui se sert de la musique pour défendre les opprimés, a également collaboré dans le cadre de cet album avec le célèbre batteur nigérian, Tony Allen, ancien batteur de Fela.
Diaraby Nene, une de ses chansons phare, sortie en 1988 et reprise dans son disque  Acoustic, a été samplée par la chanteuse américaine Beyoncé sur sa chanson Mood for Eva pour le compte du film  Le Roi lion . Elle se produit aux Eurockéennes de Belfort en juillet 2024, y interprétant des titres de son premier album, Moussolou, sorti en 1991, comme de celui de 2024, Timbuktu,

## Prix et récompenses
En 2001, Oumou Sangaré reçoit le Prix de la musique du Conseil international de la musique de l’Unesco, pour sa contribution à « l’enrichissement et au développement de la musique, ainsi qu’à la cause de la paix, de la compréhension entre les peuples et de la coopération internationale ».
Le 16 octobre 2003, elle est nommée Ambassadrice de bonne volonté de l’Organisation des Nations unies pour l’alimentation et l’agriculture (FAO).
En 2010, son album Seya est nommé pour un Grammy Award du meilleur album de musique du monde contemporain (en).
En 2011, elle remporte un Grammy Award de la meilleure collaboration pop avec vocal (en), dans le cadre de The Imagine Project de Herbie Hancock.
En octobre 2017, elle reçoit en Pologne le WOMEX Artist Award en reconnaissance de sa musique et de son plaidoyer en faveur des droits des femmes.
En 2024, elle est lauréate du prix Rolf Schock, et en mars de la même année, est élevée au grade d'officier des arts et des lettres par la République Française.

## Décorations
- Commandeur de l'ordre des Arts et des Lettres (1998)
- Commandeur de l'ordre national du Mali (19 janvier 2015)

## Hommages
- En 2009, Awa Traoré réalise un court métrage documentaire sur le parcours de l'artiste, intitulé Oumou Sangaré, un destin de femme[18].
- En 2017, Aya Nakamura lui consacre un titre, Oumou Sangaré, sur son premier album, Journal intime.

## Discographie
- 1990 : Moussolou
- 1993 : Bi Furu
- 1996 : Worotan
- 2001 : Laban
- 2002 : CAN 2002
- 2003 : Oumou
- 2006 : Strange fruit
- 2009 : Kounadia
- 2011 : Bi Furu
- 2016 : Anyé Dily Oumou (EP)
- 2017 : Mogoya
- 2020 : Acoustic[19]
- 2022: Tumbuktu[20]